# Bruce Hart
Pour les articles homonymes, voir Hart.
Bruce Hart (né le 15 janvier 1938 à New York, dans l'État de New York et mort le 21 février 2006 dans la même ville) est un scénariste, compositeur, producteur de télévision et réalisateur américain

## Filmographie

### Comme scénariste
- 1960 : Candid Camera (série TV)
- 1974 : Free to Be... You & Me (TV)
- 1979 : Sooner or Later (TV)
- 1988 : Leap of Faith (TV)

### Comme compositeur
- 1979 : Hot Hero Sandwich (série TV)

### Comme producteur
- 1974 : Free to Be... You & Me (TV)

### Comme réalisateur
- 1979 : Sooner or Later (TV)